# Краљ Венда
Краљ Венда (лат. Rex Vandalorum  или Rex Sclavorum; дан. Vendernes Konge; швед. Vendes Konung) била је пан-скандинавска титула која означава суверенитет, власт или претензије над Вендима, народом који је историјски насељавао западнословенске земље јужних обала Балтичког мора, које се иначе зову Мекленбург, Холштајн и Померанија.
Титула је коришћена од 12. века до 1972. од стране краљева Данске и оквирно од 1540. до 1973. од стране краљева Шведске.